# پفالتسفلد
پفالتسفلد (به آلمانی: Pfalzfeld) یک شهر در آلمان است که در راین-هونسروک واقع شده‌است. پفالتسفلد ۵۹۱ نفر جمعیت دارد.